# Flottille de ferraille

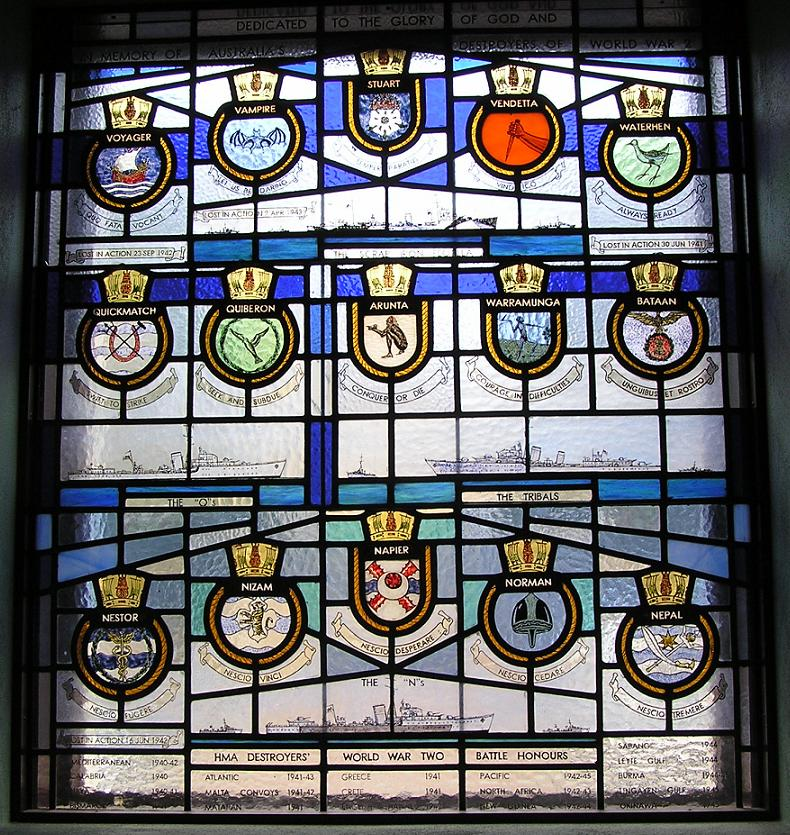
La « flottille de ferraille » dans la rangée supérieure d’un vitrail honorant les destroyers australiens de la Seconde Guerre mondiale, dans la chapelle navale de Garden Island, Sydney.

La Flottille de ferraille (en anglais : Scrap Iron Flotilla) était un groupe de destroyers australiens qui a opéré en mer Méditerranée et dans l’océan Pacifique pendant la Seconde Guerre mondiale. Le nom de flottille de ferraille a été attribué au groupe par le ministre de la Propagande nazie, Joseph Goebbels.
La flottille se composait de cinq destroyers de la Royal Australian Navy (RAN). Ces cinq navires avaient été construits pendant la Première Guerre mondiale et avaient servi avec la Royal Navy, qui les avait transférés à la RAN dans les années 1930. Le HMAS Waterhen (D22) a été coulé en Méditerranée en 1941, le HMAS Vampire (D68) a été coulé dans l’océan Indien en 1942 et le HMAS Voyager (D31) a été coulé près de Timor en 1942. Seuls le HMAS Stuart (D00) et le HMAS Vendetta (D69) ont survécu à la guerre.
L’histoire des navires de la flottille, jusqu’en 1943, a été racontée dans le livre Scrap-Iron Flotilla par John F. Moyes, qui a servi comme sous-lieutenant de la Royal Australian Naval Volunteer Reserve (RANVR) sur le HMAS Voyager plus tard dans la guerre, et a recueilli de nombreuses histoires auprès des équipages. Le sous-lieutenant Moyes était à bord du HMAS Voyager lorsqu’il a été coulé, mais il a survécu au naufrage.

## La flottille
- HMAS Stuart (D00)
- HMAS Voyager (D31)
- HMAS Vampire (D68)
- HMAS Vendetta (D69)
- HMAS Waterhen (D22)

## Marche «Scrap Iron Flotilla»
La flottille a été commémorée lors d’une marche de 2010, Scrap Iron Flotilla, composée par le matelot Martyn Hancock de la Royal Australian Navy Band. Il est disponible sur la chaîne YouTube RANMedia de la Royal Australian Navy, avec des notes sur la composition, dans un article du 29 mars 2010 intitulé Scrap Iron Flotilla Theme. Les premières mesures de la marche ont été influencées par la musique thème de la série télévisée Warship de la BBC.